# Sjöberg (achternaam)
Sjöberg is een Zweedse achternaam.
De volgende personen dragen deze achternaam en hebben een artikel op de Nederlandstalige Wikipedia:
- Nils Lorens Sjöberg (1754), dichter
- Alf Sjöberg (1903-1908), regisseur
- Patrik Sjöberg (1965), atleet
- Johanna Sjöberg (1978), topzwemster